# Holochelus erivanicus
Holochelus erivanicus är en skalbaggsart som beskrevs av Edmund Reitter 1902. Holochelus erivanicus ingår i släktet Holochelus och familjen Melolonthidae. Inga underarter finns listade i Catalogue of Life.